# Hohenwart (Thüringen)
Hohenwart is een dorp in de Duitse gemeente Dermbach in het Wartburgkreis in Thüringen. Het dorp wordt voor het eerst genoemd in 1326. 
Op 1 januari 2019 werd de gemeente Stadtlengsfeld, waar Hohenwart deel van uitmaakte, opgenomen in de gemeente Dermbach.
Bernshausen · Brunnhartshausen · Dermbach · Diedorf · Föhlritz · Glattbach · Gehaus · Hartschwinden · Hohenwart · Lindenau · Lindigshof · Mebritz · Menzengraben · Neidhartshausen · Oberalba · Stadtlengsfeld · Steinberg · Unteralba · Urnshausen · Zella/Rhön